# Brigadeiro
Brigadeiro es un dulce típico de la gastronomía brasileña, creado en la década de 1940, en Río de Janeiro. Es común en todo el país y está presente en prácticamente todas las fiestas de cumpleaños, junto con el Cajuzinho y el Beijinho.

## Historia
La historia sobre el origen  del gran nombre está acompañada por algunas controversias. Una versión dice que el dulce fue inventado en Brasil, después de la Segunda Guerra Mundial (1939-1945). En aquel tiempo, era muy difícil conseguir leche fresca y azúcar para hacer recetas de dulces. Entonces, descubrieron que la mezcla de leche condensada y chocolate resultaría en un dulce muy gustoso.
Otra historia cuenta que el dulce fue un homenaje al Brigadier Eduardo Gomes, liberal, de buena apariencia masculina. En las elecciones de 1945, Gomes fue candidato a la presidencia de República, con un eslogan bien curioso: “Vote por el brigadier que es bonito y soltero.” El candidato conquistó a un grupo de fanes de Río de Janeiro, lideradas por Heloisa Nabuco de Oliveira, que organizaba fiestas para promover su candidatura. El dulce fue creado durante la primera campaña del candidato a la presidencia, por la conservadora UDN, después de Getulio Vargas. La delicadeza inicialmente era hecha con leche, huevos, mantequilla, azúcar y chocolate, agradó tanto que empezaron a ser hechas para recoger fondos para las campañas.
Con el tiempo, el Brigadeiro fue cada vez mejorado y otras recetas fueron creadas a partir de la original, como Beijinho, Casadinho, Cajuzinho, etc.
En otros países el Brigadeiro es conocido como “trufa Brasileña.”

## Cultura
El Brigadeiro es parte de la cultura brasileña y es un icono nacional. Es un dulce democrático que le gusta a diversos paladares, hecho del norte al sur, comido por ricos y pobres, hombres y mujeres, adultos y niños.
Está presente en innumerables ocasiones: desde fiestas para infantes, llegando a ser más esperado que el pastel, hasta las fiestas más lujosas y tiendas especializadas donde se ofrece un mejoramiento ganando una presentación más elaborada y preparación con ingredientes de alta calidad, dándole un estatus de dulce gourmet.
Generalmente hecho en casa, puede ser comido directo de la olla mientras se ve la televisión desde el sofá, por eso también puede ser llamado Brigadeiro de Cuchara. Su forma más conocida es en bolitas con granulados dentro de moldes pequeños de papel, normalmente presente en fiestas de cumpleaños infantiles para ser comido después del pastel. El Brigadeiro también es comido en reuniones de amigos, principalmente mujeres que quieren aprovechar una noche con sus amigas, o por personas que tienen el corazón partido. De esta manera, el dulce tiene un valor cariñoso para los brasileños. Comer un Brigadeiro es mucho más que solo sentirse a gusto, es sentir una sensación acogedora, y acordarse de amigos y familiares.

## Cómo hacerlo
Existen varias versiones del Brigadeiro. La más popular tiene simples pasos para seguir y pocos ingredientes.

### Ingredientes
1 lata de leche condensada
4 cucharadas de chocolate en polvo
1 cucharada de mantequilla
1 taza de chocolate granulado
*Molde de papel (opcional, si quiere hacerlo en forma de bolitas)

### Cómo preparar
En una olla, coloque la leche condensada con el chocolate en polvo y la mantequilla. Mezcle bien a fuego lento, mezclando siempre hasta que todo empiece a hervir y se vean burbujas (que duran cerca de 20 minutos). Luego retire la olla del fuego. Si quiere hacerlo de la manera más tradicional en bolitas, pase el contenido de la olla a un plato untado de mantequilla. Espere a que se enfríe. Con las manos untadas de mantequilla, haga bolitas y páselas por el chocolate granulado. Sirva en moldes de papel.
Rendimiento: 40 unidades
Tiempo de preparación: 35 minutos
Nivel de dificultad: Bajo
Costo: Barato
Si quiere hacer otras versiones de Brigadeiro, como el Beijinho con coco rallado, o el Cajuzinho hecho con castaña de anacardo, solo no se agrega el chocolate en polvo a la mezcla. Cuando lo retira del fuego agrega coco rallado o pedazos de castaña de anacardo. Mezcle, deje que se enfríe en un plato untado con mantequilla, haga las bolitas, y pase por el coco rallado o pedacitos de castañas de anacardo. Coloque en moldes de papel.

## Gourmet
El dulce gourmet tiene un toque de sofisticación, y en lugar de usar granulados, se puede usar pistacho, almendras, avellanas, etc. Hay más de 50 sabores en tiendas que son boutiques de Brigadeiros. La mezcla puede ser variada, pero los ingredientes de calidad, productos frescos y presentación cuidadosa son la llave de esta nueva tendencia. Pueden ser servidos en tasas, jarras, ollas pequeñas, tubos, cucharas y cajitas que parecen cajas de joyería. El Brigadeiro creció y ganó el estatus de un plato gourmet.
A partir de entonces, algunas personas comenzaron a hacer y comercializar ese tipo de dulce, que en diferentes versiones dejó de ser apenas un dulce de fiestas de cumpleaños y para comer en casa, y pasó a ser un dulce elegante servido en fiestas de casamiento, o como postre especial.
En el 2011 un artículo titulado “100 things to watch in 2011” (100 cosas para observar en 2011) realizado por la agencia Americana JWT, el Brigadeiro fue apuntado como el número 15 en la lista, como un dulce que se internacionalizaría en poco tiempo. Luego, en el 2014 fue abierta la primera tienda de Brigadeiros en Nueva York, obteniendo gran éxito.

## Otros tipos
Existen otros tipos tradicionales, conocidos en las fiestas de cumpleaños Brasileñas: el Beijinho, el Cajuzinho, ya mencionados, hechos con coco rallado y pedazos de castaña de anacardo o de cajú, respectivamente. El Casadinho que es la unión de Briadeiro tradicional con el Brigadeiro sin chocolate. El Bicho-de-pé hecho con fresas o frutillas, Olho de Sogra hecho con coco y ciruelas, y algunas otras combinaciones.
Con la onda de los Brigadeiros gourmet fueron creadas versiones sofisticadas del sabor original que apenas llevaba chocolate en polvo. Estas son algunas de ellas:
- Con frutos secos: almendras, pistachos, nueces de Brasil, nueces comunes y nueces de macadamia.

- Con frutas: frutillas o fresas, naranjas, limones, maracuyás y cocos.

- Con bebidas alcohólicas: cachaza, vino, ron, whisky y licor de crema irlandesa.

- Otros: chocolate belga, chocolate blanco, galletas, leche en polvo, Nutella, Ovaltine, dulce de maní, y pimienta.